# Topologia di Mackey
In matematica, in particolare in analisi funzionale, la topologia di Mackey o topologia di Arens-Mackey, il cui nome è dovuto a George Mackey, è la topologia più fine per uno spazio vettoriale topologico che preserva il duale continuo. In altri termini, la topologia di Mackey non rende continue funzioni lineari che sono discontinue nella topolgia di default del duale continuo. 
La topologia di Mackey è l'opposto della topologia debole, che è la topologia più grezza su uno spazio vettoriale topologico che preserva la continuità delle funzioni lineari nel duale continuo.
Il teorema di Mackey-Arens afferma che tutte le possibili topologie duali sono più fini della topologia debole e più grezze della topolgia di Mackey.

## Definizione
Data una coppia {\displaystyle (X,X')} di spazi, dove {\displaystyle X} è uno spazio vettoriale topologico e {\displaystyle X'} il suo duale continuo, la topologia di Mackey {\displaystyle \tau (X,X')} è la topologia polare definita su {\displaystyle X} utilizzando l'insieme di tutti gli insiemi in {\displaystyle X'} che sono assolutamente convessi e debolmente compatti (chiusi rispetto alla topologia debole).
Considerando l'algebra {\displaystyle B(H)} degli operatori lineari limitati su uno spazio di Hilbert {\displaystyle H}, la topologia di Mackey è la più forte topologia localmente convessa su {\displaystyle B(H)} tale per cui il duale è il preduale {\displaystyle B(H)_{*}}, lo spazio formato dagli operatori di classe traccia, il cui duale è {\displaystyle B(H)}.

## Esempi
- Ogni spazio localmente convesso e metrizzabile {\displaystyle (X,\tau )} con duale continuo {\displaystyle X'} possiede la topolgia di Mackey, ovvero {\displaystyle \tau =\tau (X,X')}.
- Ogni spazio di Fréchet {\displaystyle (X,\tau )} possiede la topolgia di Mackey, e la topolgia coincide con la topologia forte. Ovvero, {\displaystyle \tau =\tau (X,X')=\beta (X,X')}.